# Dean Cornelius
Dean Cornelius (* 11. April 2001 in Bellshill) ist ein schottischer Fußballspieler, der bei Ross County unter Vertrag steht.

## Karriere
Dean Cornelius wurde im Jahr 2001 in Bellshill einem Vorort der schottischen Metropole Glasgow geboren. Bis zum Sommer 2018 spielte er in der Jugend von Hibernian Edinburgh, bevor er zum FC Motherwell kam. Am 18. Mai 2019, dem letzten Spieltag der Saison 2018/19 gab er sein Profidedüt für den Verein, als er gegen den FC Livingston für Richard Tait eingewechselt wurde.
Am 31. Mai 2023 gab Motherwell bekannt, das Cornelius ein neues Vertragsangebot ablehnte. Am 22. Juni 2023 gab Harrogate Town die Verpflichtung von Cornelius mit einem Zweijahresvertrag bekannt. Nach Ablauf des Vertrages in England kehrte Cornelius zurück nach Schottland und unterschrieb einen Vertrag bei Ross County.